# John Westergaard
John Westergaard (* 13. Oktober 1927 in London; † 3. Mai 2014) war ein britisch-dänischer Soziologe, der als Professor an der University of Sheffield lehrte und forschte. Sein Hauptforschungsgebiet war die Untersuchung von Klassenstrukturen auf Basis des Marxismus. Von 1991 bis 1993 amtierte er als Präsident der British Sociological Association.
Westergaard wuchs bis zu seinem 11. Lebensjahr als eines von drei Kindern dänischer Eltern in London auf. Kurz vor deren Scheidung zogen er und seine jüngere Schwester mit ihrer Mutter nach Kopenhagen, wo er ein Eliteinternat besuchte. Während der deutschen Besetzung Dänemarks war die Mutter im Widerstand aktiv; ihre Wohnung wurde als Unterschlupf genutzt. Westergaards bester Freund wurde von den Nationalsozialisten hingerichtet.
Nach dem Zweiten Weltkrieg war er Postzensor für die britische Rheinarmee. Von 1948 bis 1951 studierte er Soziologie an der London School of Economics and Political Science (LSE). Seine erste Stelle als wissenschaftlicher Mitarbeiter hatte er im Bereich Stadtsoziologie am University College London bei Ruth Glass. Es folgte ein Jahr Dozententätigkeit an der University of Nottingham, 1956 kehrt er dann als Dozent an die LSE zurück. Dort war er 19 Jahre tätig, zuletzt als Reader. 1975 wechselte er als Professor an die University of Sheffield, 1986 ging er dort in den Vorruhestand, um seine jüngeren Kollegen vor Personalkürzungen zu schützen.
Westergaard war Gastprofessor an acht Universitäten außerhalb des Vereinigten Königreichs.

## Schriften (Auswahl)
- Mit Anne Weyman und Paul Wiles: Modern British society. A bibliography. 2. Auflage, F. Pinter, London 1977, ISBN 0903804271.
- Mit Henrietta Resler: Class in a capitalist society. A study of contemporary Britain. Heinemann Educational, London 1975, ISBN 0435829475 sowie: Basic Books, New York 1975, ISBN 0465011446.